# Andor Lilienthal
Andor (André, Andre, Andrej) Arnoldovič Lilienthal (5. květen 1911 Moskva – 8. květen 2010 Budapešť) byl maďarský šachový velmistr. V roce 1913 se přestěhoval do Budapešti, v roce 1935 do SSSR a v roce 1976 zpět do Budapešti. V roce 2005 byl stále aktivní, těšil se dobrému zdraví, řídil automobil a psal články pro šachové časopisy.

## Šachová kariéra
Ve své dlouhé šachové kariéře hrál proti deseti mistrům a mistryním světa, porazil Emanuela Laskera, Josého Raúla Capablancu, Alexandra Aljechina, Maxe Euweho, Michaila Botvinnika, Vasilije Smyslova a Věru Menčíkovou. Byl posledním žijícím velmistem, jemuž byl udělen titul ve chvíli, kdy jej FIDE založila v roce 1950.

### Šachové olympiády
Třikrát reprezentoval Maďarsko na šachových olympiádách. Výsledky zachycuje tabulka:
| Rok  | Olympiáda | Místo      | Deska | ELO | body/ partie | pořadí na šachovnici | pořadí družstvo |
| 1933 | 5.        | Folkestone | 5.    | x   | 10/13        | 1.                   | 5.              |
| 1935 | 6.        | Varšava    | 2.    | x   | 15/19        | 1.                   | 4.              |
| 1937 | 7.        | Stockholm  | 1.    | x   | 12/17        | 4.                   | 2.              |